# 김유주
김유주(1983년 7월 18일 ~ )는 대한민국의 모델이다.

## 학력
- 영남대학교 공예디자인과

## 방송
- 2014년 KBS2 《엄마를 부탁해》(2014.1.30 ~ 2014.2.6